# De Krim (Utrecht)
De Krim is een buurt in de Nederlandse gemeente Utrechtse Heuvelrug, gelegen in de provincie Utrecht. Het ligt in het noordwesten van de gemeente, en maakt deel uit van de vroegere gemeente Driebergen-Rijsenburg. Het is gelegen daar waar de Loolaan op de Arnhemse Bovenweg aansluit. De naam zou zijn ontstaan naar aanleiding van de geregeld voorkomende gevechten in een café ter plaatse. "Er werd daar gevochten als op de Krim".